# Anadoluculuk
Anadoluculuk (etwa „Anatolismus“) ist die türkische Bezeichnung für den anatolischen Nationalismus, eine Spielart des Türkischen Nationalismus.
Anadoluculuk entstand als intellektuelle Strömung im Gefolge des Ersten Weltkriegs, in der Zeit der Zerschlagung des Osmanischen Reiches und der Gründung der Republik Türkei. Bekannte Vertreter waren der Philosoph Hilmi Ziya Ülken und der Historiker Mükrimin Halil Yinanç. Sie gaben die Zeitschrift Anadolu Mecmuası heraus, die der Strömung als Forum diente. Weitere wichtige Vertreter waren unter anderem Remzi Oğuz Arık und Cevat Şakir. Die Anhänger oder Vertreter des anatolischen Nationalismus nannte man Anadolucular. Einige Forscher betrachten den Anadoluculuk als die konstituierende Ideologie der jungen Republik Türkei.
Dem Anadoluculuk lag die Annahme zugrunde, dass das Land, die geographischen Bedingungen und die Geschichte den prägenden Einfluss auf Bildung und Charakter einer Nation ausübten und bei der Identitätsstiftung noch vor Religion und Sprache rangierten. Damit bildete der Anatolische Nationalismus einen Gegenpol zu den Strömungen Turkismus, Turanismus, Osmanismus und Panislamismus. So kritisierten die Vertreter des Anadoluculuk diese Strömungen auch und hielten ihnen vor, dass sie utopisch seien, weil ihnen eine konkrete Grundlage, nämlich ein gemeinsames Vaterland, fehle. Fuat Hacısalihoğlu unterscheidet in seiner Arbeit nationalistische, islamische und humanistische Richtungen des Anadoluculuks.